# 1300 هـ
1300 هـ هي سنة في التقويم الهجري امتدت مقابلةً في التقويم الميلادي بين سنتي 1882 و 1883.

## أحداث
- الإمام عبد الله بن فيصل يحتفل بالذكرى الستين لقيام الدولة السعودية الثانية.
- الأمير فيصل بن عبد الرحمن بن فيصل آل سعود يقوم بنقل خبر سقوط مساحة دولة الإمارات العربية المتحدة خارج الدولة السعودية الثانية
- محمد بن عبد الله بن علي الرشيد يحتل رياض الخبراء وعنيزة والرس.
- السنة الأولى من القرن الرابعة عشر.
- الأمير مساعد بن جلوي بن تركي آل سعود يتولى قيادة الجيش السعودي بدلاً من الأمير فيصل بن عبد الرحمن بن فيصل.
- 87 عاما قبل احتلال القدس.
- تصوير أول صورة في الأراضي العربية وكانت الصورة في أرض سوريا.

## مواليد
- عمر راسم
- أمجد الزهاوي
- جوينبول
- عبد الجواد الدومي
- عبد الكريم بن صالح الحميد
- محمد بن عبد العزيز المانع
- الملك فيصل الأول.
- عز الدين القسام
- مبارك التوزونيني، ثائر ومجاهد مغربي.
- أبراهام يونبول
- أبو بكر زنيبر
- أحمد صقر
- الطيب المهاجي
- تشارلز آدمز
- توفيق ضعون
- عبد الظاهر أبو السمح
- علي ظريف الأعظمي
- لويس ماسينيون
- محمد حبيب العبيدي
- هزاع بن عبد الله العبدلي
- إسماعيل كمالي

## وفيات
- أحمد بن سالم
- أحمد فايد
- إبراهيم عبد الغفار الدسوقي
- سبيتا
- شارل دفريمري
- عبد القاهر التوبلي
- علي الحكيم
- محمد طه نجف
- محمود نديم باشا
- مهدي القزويني
- نمر بن عدوان
- شبر الستري.
- عبد القادر الجزائري.
- بهار الشيرواني